# 呉沢遠
呉沢遠（ご たくえん、繁体字：吳澤遠）は、清朝の官吏。本籍は中国湖北。監生の出身である呉沢遠は1769年（乾隆34年）に銭廉に代わって台湾の台北地区にて台湾府淡水庁新荘の巡検の職を担当した。これは大台北地区の地方長官である。

## 参考資料
- 劉寧顔編、『重修台湾省通志』、台北市、台湾省文献委員会、1994年